# Unterseeboot UB-33
Pour les autres navires du même nom, voir Unterseeboot 33.
L'Unterseeboot UB-33 est un sous-marin (U-Boot) allemand de type UB II utilisé par la Kaiserliche Marine pendant la Première Guerre mondiale. Le sous-marin a été commandé le 22 juillet 1915 et lancé le 5 décembre 1915. Il a été mis en service dans la marine impériale allemande le 22 avril 1916.
En dix-sept patrouilles, le sous-marin coula treize navires, en endommagea deux autres et en prit trois autres.

## Conception
Sous-marin de type UB II, l'UB-33 avait un déplacement de 274 tonnes en surface et de 303 tonnes en immersion. Il avait une longueur hors tout de 36,90 m, une largeur de 4,37 m et un tirant d'eau de 3,69 m. Le sous-marin était propulsé par deux moteurs Diesel Benz à six cylindres à quatre temps produisant 270 chevaux (200 kW), deux moteurs électriques Siemens-Schuckert produisant 280 chevaux (210 kW) et un arbre d'hélice. Il était capable d’opérer à une profondeur allant jusqu’à 50 mètres.
La vitesse maximale du sous-marin était de 9,06 nœuds (16,78 km/h) en surface et de 5,71 nœuds (10,57 km/h) en immersion. Lorsqu’il était en surface, il pouvait parcourir 7030 milles marins (13020 km) à 5 nœuds (9,3 km/h), et en immersion, 45 milles marins (83 km) à 4 nœuds (7,4 km/h). L'UB-33 était armé de deux tubes lance-torpilles de 500 mm à l’avant, de quatre torpilles et d’un canon de pont SK L/30 de 88 mm. Il avait un effectif de vingt-et-un membres d’équipage et deux officiers, et un temps de plongée de 42 secondes.

## Destin
L'UB-33 a été coulé par une mine le 11 avril 1918 autour du banc de Varne. L’épave de l'UB-33 se trouve à 23 m sous la surface de l’eau. L’espace entre le sous-marin et la quille des navires passant au-dessus est très faible, ce qui en fait un risque pour le trafic maritime transmanche intense dans la région. L’épave est officiellement classée comme sépulture de guerre et ne peut donc pas être détruite délibérément.

## Affectations
- Flottille de la Baltique : du 22 juin 1916 au 24 octobre 1917
- Flottilles des Flandres : du 24 octobre 1917 au 11 avril 1918

## Commandants
- Oblt. Herbert Lefholz : du 22 avril 1916 au 30 janvier 1917
- Oblt. Waldemar von Fischer : du 1er février au 21 mars 1917
- Oblt. Karl Ruprecht : du 22 mars au 16 septembre 1917
- Oblt. Fritz Gregor : du 17 septembre 1917 au 11 avril 1918

## Navires coulés
| Date            | Nom                 | Nationalité    | Tonnage | Destin              |
| --------------- | ------------------- | -------------- | ------- | ------------------- |
| 8 juin 1917     | Kragrö              | Norvège        | 550     | Capturé comme prise |
| 9 juin 1917     | Götha               | Suède          | 720     | Capturé comme prise |
| 13 juin 1917    | Gertie              | Suède          | 257     | Capturé comme prise |
| 1 janvier 1918  | Genesse             | United Kingdom | 2892    | Endommagé           |
| 8 février 1918  | Kia Ora             | United Kingdom | 99      | Coulé               |
| 16 février 1918 | Pikepool            | United Kingdom | 3683    | Endommagé           |
| 16 février 1918 | Commander           | United Kingdom | 58      | Coulé               |
| 17 février 1918 | Northville          | United Kingdom | 2472    | Coulé               |
| 19 février 1918 | Commandant Baratier | France         | 324     | Coulé               |
| 20 février 1918 | Snow Drop           | United Kingdom | 40      | Coulé               |
| 21 février 1918 | Idalia              | United Kingdom | 23      | Coulé               |
| 21 février 1918 | Irex                | United Kingdom | 16      | Coulé               |
| 21 février 1918 | Leonora             | United Kingdom | 26      | Coulé               |
| 21 février 1918 | Oryx                | United Kingdom | 38      | Coulé               |
| 21 février 1918 | Rosebud             | United Kingdom | 44      | Coulé               |
| 14 mars 1918    | Carla               | Norvège        | 1668    | Coulé               |
| 15 mars 1918    | Sparkling Foam      | United Kingdom | 199     | Coulé               |
| 8 avril 1918    | Nyassaland          | Norvège        | 383     | Coulé               |